# Турн-и-Таксис, Людвиг Филипп
Людвиг Филипп Мария Фридрих Иосиф Максимилиан Антоний Игнатий Ламораль Турн-и-Таксис (нем. Ludwig Philipp Maria Friedrich Joseph Maximilian Antonius Ignatius Lamoral von Thurn und Taxis; 2 февраля 1901, Регенсбург, королевство Бавария — 22 апреля 1933, Нидерайхбах, Германия) — принц из семьи Турн-и-Таксис, сын 8-го князя Турн-и-Таксиса Альберта и его супруги Маргариты Клементины Австрийской.

## Биография
Людвиг Филипп — четвёртый ребёнок в семье князя Альберта Турн-и-Таксиса и его супруги Маргариты Клементины, эрцгерцогини Австрийской.
Изучал право в Вюрцбургском университете. Был членом католического студенческого братства KDStV Cheruscia Würzburg.
В 21 год женился на принцессе Елизавете Люксембургской, своей ровесницей. Свадьба состоялась 14 ноября 1922 в замке Гогенбург. У супругов родилось двое детей:
- Ансельм (14 апреля 1924 — 25 февраля 1944), женат не был. Детей не имел. Погиб во Второй мировой войне.
- Инига (25 августа 1925 — 17 сентября 2008), с 1948 года, супруга Эберхарда фон Ураха (1907—1969), сына Вильгельма фон Ураха. Супруги имели пятерых детей.

Внук Людвига Филиппа Иниго фон Урах (род. 1962), описывал деда, как прямолинейного человека, не боявшегося откровенно выражать свое мнение.
Умер 22 апреля 1933 года, в возрасте 32 лет. Он был похоронен в аббатстве святого Эммерама.

## Титул
- 2 февраля 1901 — 22 апреля 1933: Его Светлость Принц Людвиг Филипп Турн-и-Таксис